# Hushållsbudget
Hushållsbudget kallas en plan över en enskild persons eller familjs inkomster och utgifter, i syfte att nå ett önskat ekonomiskt resultat. I en så kallad hushållsbok noteras utgifterna t.ex. vecko- eller månadsvis. 
Konsumentverket i Sverige har en budgetkalkyl där man kan mata in hushållets inkomster och utgifter och spara resultatet. Man uppger vilka personer (ålder och kön) som ingår i hushållet, och med dessa uppgifter hjälper kalkylprogrammet till med att ta fram normalbelopp för vissa utgifter, som man sedan kan ändra om så behövs. Även skatten beräknas enligt var man bor. Själva budgeten är uppdelad områden och varje område har ett antal fält för inmatning. Områden är:
- Hushållet
- Inkomster
- Boende
- Bil
- Övrigt

Budgetkalkylen resulterar i ett resultat som kan sparas ner i PDF-format.
Ett flertal datorprogram finns för att upprätta en hushållsbudget, där man också kan jämföra budgeten med utfallet. I till exempel USA är det vanligt att internetbanker kan exportera data från bankkontot i något väldefinierat format som OFC, OFX och QIF, eller i Tyskland HBCI och FinTS, så man kan synkronisera budgetprogrammets data med sina bankkonton. Ingen internetbank i Sverige stödjer detta för privatpersoner, varför man får utföra synkroniseringen på egen hand.
Internationellt spridda datorprogram för budgetering är ofta skrivna med inriktning på förhållanden i USA, men kan också vara anpassade till olika länders betalningssystem. Några kända program är:
- Quicken
- Microsoft Money
- Moneydance
- GNUCash

Några datorprogram skrivna för privatpersoner i Sverige. De mer påkostade programmen är ofta inriktade på skatteberäkningar och deklarationen.
- Addsam Nora
- DokuMera Hushållsbudget
- Ekochef
- Hadan.se Hobbyekonomi
- Kalles HemEko
- Smartbudget
- SPCS Skatt Privat
- Ulvdalens bokföringsprogram
- Winskatt
- Överblick
- Ekonomisk Översikt (enkelt men gratis)

## Historik
Redan på 1670-talet anställde sir William Petty beräkningar rörande arbetarnas levnadskostnader i England och på Irland. I slutet av 1700-talet, då härskande ekonomiska och sociala förhållanden av ogynnsam karaktär gav anledning till en livlig diskussion om löner, priser och fattigvårdslagstiftning, verkställdes motsvarande undersökningar av prästmannen David Davies och sir Frederick Morton Eden. 1829–55 utförde fransmannen Frédéric Le Play de märkliga efterforskningar, vilkas resultat föreligger i verket Les ouvriers éuropéens. Här ges 36 ytterst detaljerade hushållsbudgeter från olika europeiska länder, däribland Sverige (Dannemora). Till detta verk slöt sig det av Le Play och hans medarbetare utgivna Les ouvriers des deux mondes. På uppdrag av den belgiska statistiska centralkommissionen företog
Edouard Ducpétiaux motsvarande undersökningar och gav 1855 ut en redogörelse, omfattande 199 belgiska arbetarfamiljer. Dessa budgeter såväl som Le Plays blev föremål för en grundlig och sinnrik bearbetning av chefen för Sachsens statistiska byrå Ernst Engel, som sammanställde dem med konsumtionsförhållandena bland sachsiska arbetarfamiljer.
Efter bearbetningar och sammanställning av nämnda undersökningar kom Engel till följande slutsatser rörande konsumtionsutvecklingen, vilka man brukar kalla ”Engels lag”:
1) Ju större inkomsten är, desto lägre blir den procentsats av utgifterna, som går till näringsmedel.
2) Utgiftsprocenten till kläder är ungefär densamma vid växlande inkomster.
3) Den procent av utgifterna, som åtgår till bostad samt bränsle och el, är oföränderligt densamma vid skilda inkomster.
4) I den mån inkomsten stiger, växer de relativa utgifterna till "övriga ändamål".
För förberedande och insamling av dylika budgeter ges två huvudmetoder, den intensiva och den extensiva. Mellan dem finns dock variationer. Den intensiva metoden utgörs av ett intimt studium av vissa hushåll under en längre eller kortare period. Inom varje hushåll företas i regel en inventering vid iakttagelseperiodens början och slut, noggrant upptecknas inkomster och utgifter. En mer eller mindre utförlig levnadsbeskrivning görs också av hushållets medlemmar. Denna metods främst förespråkare var Le Play. En metod, som närmar sig den intensiva, förordades av Engel. Den består i utdelandet av hushållsböcker, försedda med anvisningar och dylikt. I dessa böcker införde hushållsmedlemmarna under en viss period själva så omsorgsfullt som möjligt inkomster och utgifter. Den extensiva metoden, som särskilt användes av Förenta staternas arbetsbyrå, bestod i hopbringande – helst genom utskickade agenter med lämpliga blanketter – av så exakta uppgifter som möjligt från ett så stort antal hushåll som möjligt rörande deras inkomster och utgifter.